# 遺伝性非ポリポーシス大腸癌
遺伝性非ポリポーシス大腸癌（いでんせい・ひポリポーシス・だいちょうがん、英: Hereditary nonpolyposis colorectal cancer、HNPCC ）とは常染色体優性の遺伝的素因による大腸癌である。子宮癌、卵巣癌、胃癌、小腸腫瘍、胆嚢癌、尿管癌、脳腫瘍、皮膚癌など、他臓器における発癌もしばしばみられる。これらの発癌リスクの上昇はDNAミスマッチ修復酵素の変異による。

## 定義
ヘンリー・リンチ（クレイトン大学医学部教授）が1966年に報告した。当初彼は「家族内集積発癌症候群」と記載していた。 「リンチ症候群」とは他の執筆者によって名付けられ、リンチ自身は1985年にHNPCCという概念を提唱した。それ以降これらの二つはそれぞれ用いられていたが、近年の分子生物学の進歩によりHNPCCの本質が解明された。
合併症については別に「ベセスダ基準」が制定されている。
現在ではHNPCCは大腸癌のみ遺伝的に発生するリンチ症候群Iと大腸癌以外の癌も伴うリンチ症候群IIを包括した病名である。

## 歴史
1962年ころ、リンチはネブラスカ大学メディカルセンターに勤務している時、癌を極端に恐れている患者と出会った。この患者は、家族の多くが大腸癌や婦人科系癌により亡くなっており、自分も癌で死ぬのではないかという不安を抱えていた。リンチは家系調査を行い、この患者は1895年にAldred S. Warthinが報告した Family Gの子孫であることを発見した。

2007年にはミスマッチ修復遺伝子の異常やマイクロサテライト不安定性が認められるHNPCC症例をLynch症候群と呼ぶことが提唱された。

## 分類
マイクロサテライト不安定性により病理組織学的には3つのグループに大きく分類される。 
- マーカーで30％以上の不安定性を示す高不安定性(MSI-high)
- 不安定性30％未満を示す低不安定性(MSI-low)
- 不安定性を全く示さない安定性（MSI-stable）

## 徴候と症状

### 大腸癌の危険性
HNPCCの遺伝的素因を持つヒトの一生を通じての大腸癌発癌の可能性は80%である。これらの癌の3分の2は右半結腸にみられる。アムステルダム基準に合致した家系での大腸癌の発症平均年齢は44歳であった。HNPCC素因を持つ女性は、一生を通じての子宮内膜癌発症は30～50%にみられる。その発症平均年齢は46歳である。大腸癌と子宮内膜癌の両方を発症した女性のうち半数は子宮内膜癌が先行して発症している。HNPCC関連胃癌の発症平均年齢は56歳であり、多くの場合病理組織は腸上皮化した腺癌である。HNPCC関連卵巣癌の平均発症年齢は42.5歳である。そのうち約30%は40歳未満で診断される。他のHNPCC関連癌も特性がある。
Warthinの報告したFamily Gでは、大腸癌よりも胃癌が多くみられる。当時は水道や冷蔵庫が普及しておらずピロリ菌や塩漬け肉が関与していたと考えられる。
尿路での癌は、腎盂と尿管にみられる移行上皮癌である。
小腸癌は、十二指腸と空腸に最も多くみられる。
中枢神経系の腫瘍で最も多くみられるのは 膠芽腫である。

## 遺伝学

HNPCCは常染色体優性遺伝である。図ではHNPCC素因者を赤で示している。

HNPCCではDNAミスマッチ修復能が欠損しており、マイクロサテライト不安定性(MSI)を呈する。高不安定性を示すことはHNPCCの特徴である。マイクロサテライト不安定性は癌組織でも検出される。
HNPCCはDNAミスマッチ修復系の遺伝子の変異と関連することが知られている。 
| OMIM®名         | HNPCC関連遺伝子 | HNPCC家系に占める頻度 | 遺伝子座 | 第一報告論文              |
| --------------- | --------------- | --------------------- | -------- | ------------------------- |
| HNPCC1 (120435) | MSH2            | 約 60%                | 2p22     | Fishel et al., 1993       |
| HNPCC2 (609310) | MLH1            | 約 30%                | 3p21     | Papadopoulos et al., 1994 |
| HNPCC5          | MSH6            | 7-10%                 | 2p16     |                           |
| HNPCC4          | PMS2            | 比較的まれ, <5%       | 7p22     |                           |
| HNPCC3          | PMS1            | 症例報告              | 2q31-q33 |                           |
| HNPCC6          | TGFBR2          | 症例報告              | 3p22     |                           |
| HNPCC7          | MLH3            | 議論がある            | 14q24.3  |                           |

MSH6の変異を持つ患者は新アムステルダム基準には合致しない傾向がある。 MSH6表現形とは、MLH1およびMSH2がやや異なるため、"MSH6 症候群"という表現も用いられてきた。ある研究では、ベセスダ基準はアムステルダム基準よりもこのことを検出しやすいと報告されている。
PMS2変異については、体質性ミスマッチ修復欠損症候群(constitutional mismatch-repair deficiency syndrome; CMMRD syndrome)やPMS2異常症とし、リンチ症候群とは別の疾患概念とすることもある。CMMRD症候群146例の検討では 中枢神経系悪性腫瘍が81例 (55%、中央発症年齢9歳)、結腸直腸癌59例(40%,中央発症年齢16歳)、造血器腫瘍48例(33%,中央発症年齢6歳)であり、リンチ症候群とは違う疾患スペクトラムであった。
HNPCCにおける変異のある家系のうち、その39%はアムステルダム基準に合致しないともいわれる。 それ故にHNPCC遺伝子に欠失を持つ家系は、家族歴にかかわらず、HNPCCに留意しなくてはならない。これはアムステルダム基準では、リンチ症候群の危険性を同定することに失敗することもあるということも意味している。研究の最先端ではスクリーニングのための基準の改善が進められており、この記事のスクリーニング戦略に記載がある。
HNPCC は常染色体優性遺伝である。多くのHNPCC患者は両親から受け継いでいる。しかし罹患率・診断年齢・癌危険率低下・早期死亡については検討が不完全なため、すべてのHNPCC遺伝子変異をもつ患者の両親が癌に罹患したとはされていない。一部の患者は、遺伝ではなく、その世代で遺伝子突然変異を起こし、新たにHNPCCを発症している(de novo HNPCC)。これらの患者はしばしば若年発症大腸癌により診断されている。HNPCC患者は50%の確率で子供に遺伝子を受け継ぐ可能性がある。

## スクリーニング検査
DNAミスマッチ修復遺伝子のスクリーニング検査をHNPCC家系では勧められる。日本においては健康保険適応となっている。 癌を発症した場合には癌組織と正常組織でのマイクロサテライト不安定性を調べることができるし、組織採取を行わない場合には採血により白血球での検査を行う。家族内での素因保持の有無を調べることは医療経済的にも有用であるとの報告がある。
遺伝的に素因を持つ者の大腸癌のスクリーニングには、大腸内視鏡検査やCTコロノグラフィなどを毎年行う必要がある。
その他の癌についても、CTやエコー、カプセル内視鏡、尿細胞診などを毎年施行される。

### アムステルダム基準
以下は分子遺伝学的検査を受けるべき高リスク者を選択するためのアムステルダム基準である:
アムステルダム基準:
- 3人以上が家族内で大腸癌の確定診断を得ており、その内のひとりは他のふたりの一度近親者である。
- 連続した2世代で罹患している。
- ひとり以上の50歳未満での大腸癌患者がいる。
- 家族性大腸ポリポーシスは除外されている。

アムステルダム基準II  (新アムステルダム基準):
- 3人以上が家族内でHNPCC関連癌の確定診断を得ており、その内のひとりは他のふたりの一度近親者である。
- 連続した2世代で罹患している。
- ひとり以上の50歳未満でのHNPCC関連癌患者がいる。
- 家族性大腸ポリポーシスは除外されている。

## 診断
新アムステルダム基準に沿って診断を下す。切除組織の病理学的診断と遺伝子検査を行う。

## 管理
HNPCCの治療の第一選択は外科手術である。ステージ1および2を主として、HNPCCに対する5FUを中心としたアジュバント療法については未だ議論の余地がある。
リンチ症候群の大腸癌・直腸癌に対するアスピリンを用いた無作為二重盲検試験の結果は有意でなかったことが報告された。バーンらは先日NEJMにおいてその後の経過を追ったデータを報告した。それによると４年間以上の高用量アスピリン投与は、リンチ症候群患者において新規発症を減少させることを示していた。現在、高用量アスピリンによる危険性を低下させるため、アスピリン投与量の調節が検討されている。

リンチ症候群患者が 70 歳までに大腸癌を発症するリスクは 52～82%であるのに対し，一般集団では 5.5%である。
リンチ症候群患者は、各種の癌に対する検診を定期的に受けなければならず、特に大腸癌・直腸癌に対しては毎年大腸内視鏡を受けることが推奨されている。
リンチ症候群の女性は、子宮体癌と卵巣癌の発症リスクが高い。リンチ症候群の女性における子宮体癌の発症率は 25～60%であるのに対し，一般集団では 2.7%である。リンチ症候群の女性の卵巣癌発症率は 4～12%であるのに対し，一般集団では 1.6%である。
リンチ症候群では，胃，尿路，肝臓、胆管，膵臓，小腸，中枢神経系に腫瘍が発生するリスクも高いが，大腸、子宮体癌や卵巣癌ほど高くはない。
欧米では、すべてのあるいは70歳以下すべての、大腸癌や子宮内膜癌に対しMSI検査などのスクリーニング検査を行うことが提唱されている。このユニバーサル・スクリーニングから得られたLynch症候群の割合は2.4～3.7%と報告され、感度と費用対効果に優れているとして推奨されている。

## 治療
腫瘍に対し、外科切除が行われる他、MSI陽性である結腸直腸癌とそれ以外の悪性腫瘍に対する免疫チェックポイント阻害薬（抗PD-1抗体,ペムブロリズマブ）の効果が認められている。米国ではニボルマブが高頻度マイクロサテライト不安定性(MSI-H)またはミスマッチ修復機構欠損(dMMR)の転移性大腸癌に適応を取得している。

## 疫学
日本でもHNPCC家系の症例が報告されている。米国では毎年およそ16万人が大腸癌・直腸癌と診断される。HNPCCはこれらのうち2から7％を占めると考えられている。 日本では、これよりも少なく0.15％から2%との報告がある。HNPCC患者の癌発症年齢の平均は44歳であり、非HNPCC患者の大腸癌発症平均年齢 64歳と比べると非常に若い。

## 関連事項
- 毛細血管拡張性運動失調症 - DNA修復機構の異常による疾患。
- 乳癌 - BRCA1/BRCA2という癌抑制遺伝子の変異で発症しやすくなる。またBRCA1/BRCA2保因者は卵巣癌も多発する(遺伝性乳がん卵巣がん症候群 (HBOC, Hereditary breast–ovarian cancer syndrome))。